# Gia Carangi
Gia Marie Carangi (Philadelphia, Pennsylvania, 1960. január 29 – Philadelphia, Pennsylvania, 1986. november 18.) amerikai szupermodell volt az 1970-es évek végétől a '80-as évek közepéig. Apja olasz-amerikai, anyja amerikai, ír és walesi elődökkel. Ő volt Amerika első szupermodellje, bár ezt a címet emlegették Janice Dickinsonnal és Dorian Leighgel kapcsolatban is, sőt Cindy Crawfordra hivatkoztak „Baby Gia” néven is.

## Élete
Gia Marie Carangi 1960. január 29-én született Joe és Kathleen Carangi gyermekeként. Ismerősei tehetetlen és manipulatív gyereknek írták le, azonban állandó szeretetéhsége sebezhetővé és labilissá tette. Nehéz gyermekkora volt. Tizenhét évesen még atyja éttermében pincérnőként dolgozott, 18 évesen pedig már az egész világ a lábai előtt hevert. A Gia név a 70-es évek második felében egyet jelentett a csillogással, az eleganciával. Világszerte népszerű manöken volt.

## Karrier
Carangi-t divat-körökben csak keresztnevén említették. Miután 17 évesen arca megjelent philadelphiai újságokban, Carangi New Yorkba költözött, ahol gyorsan kiemelkedett. Több divatfotós kedvenc modellje volt, mint Francesco Scavullo, Arthur Elgort, Richard Avedon, vagy Chris von Wangenheim. Scavullo volt a legemlítésreméltóbb közülük. 1978 végére Gia Carangi elismert modell lett. Legtöbb interjújában azt nyilatkoztak, előrejutása „szörnyen” gyors volt: „Nagyon hamar közismert emberekkel kezdtem együtt dolgozni. Én nem készültem modellnek. Én csak úgy az lettem.”[forrás?]
Carangi rendszeres látogatója volt a Studio 54 és a Mudd Club nevű szórakozóhelyeknek. Általában kokaint használt a klubokban, később pedig nagyon komoly heroin-függővé vált.
Sokat találgattak és pletykáltak szexuális hovatartozását illetően. Közeli barátai szerint nyíltan vállalta, hogy vonzódik a nőkhöz. 1978 októberében részt vett élete első jelentős fotózásán Chris von Wangenheim híres fotóművésszel. Wangenheim-nak az az ötlete támadt, hogy Gia és a sminkese, Sandy Linter pózoljanak meztelenül egy drótkerítésnél. A képek fantasztikusan sikerültek, Gia pedig belehabarodott Sandy-be, akihez egyébként jó barátság fűzte. A fotózás után virágokat küldözgetett neki, de soha nem lettek egy szerelmes pár. Ennek oka többek közt Sandy heteroszexualitása, valamint Gia egyre erősödő kábítószer-függősége volt.
1980. március 1-jén Gia ügynöke, jó barátja és lelki támasza, Wilhelmina Cooper tüdőrákban meghalt. Az eset annyira megviselte a lányt, hogy az addigi hobbi- és partidroghasználata átcsapott súlyos kábítószer-fogyasztásba és függőségbe, ez pedig hisztérikus viselkedési szokásokat alakított ki nála: későn vagy egyáltalán nem jelent meg a fotózásokon, vagy egyszerűen csak kisétált, hogy rágyújtson és nem ment vissza többet.
Gia többször is próbálkozott azzal, hogy megszabaduljon függőségétől, rehabilitációs klinikákra feküdt be, de sajnos nem tudott leszámolni a kábítószerrel és megállíthatatlanul haladt a végzet felé. A Vogue magazin 1980. november havi számának fotózásán tűszúrásnyomokkal a karján jelent meg, amelyeket még retusálással sem tudtak eltüntetni. Problémái miatt már senki nem akart vele dolgozni, rajongói utoljára 1982-ben a Cosmopolitan magazinban csodálhatták meg.
Divattervezők, divattervező cégek, akik vele dolgoztak: Christian Dior, Cutex, Diane von Fürstenberg, Giorgio Armani, Levi Strauss & Co., Maybelline, Perry Ellis, Gianni Versace, Vidal Sassoon, Yves Saint-Laurent.

## Betegsége és halála
Gia eleinte kokainfüggő volt, később már nem érte be ennyivel, és rászokott a heroinra. A drogok kiszámíthatatlanná, és agresszívvá tették, a fotózásokon gyakran elaludt, kisétált a stúdióból vagy dührohamot kapott. 22 évesen AIDS-et diagnosztizáltak nála, és 1986-ban meghalt a betegség szövődményeiben, a philadelphiai Hahnemann University Hospitalban. Anyja mindvégig mellette volt. A temetésén a divatvilág képviselői közül senki nem vett részt. Betegsége kialakulásában szerepet játszott heroin függősége, és a függőséget növelte ügynöke, Wilhelmina Cooper hirtelen halála is, aki nemcsak az ügynöke, hanem barátja is volt Giának.

## Öröksége
Az életéről film is készült Kifutó a semmibe címmel, amelyben Angelina Jolie játszotta a drogfüggő, züllött modellt. Az életrajzi film 1998-ban debütált az HBO-n. Jolie alakításáért Golden Globe-díjat kapott.

## Fordítás
- Ez a szócikk részben vagy egészben  a   Gia Carangi című angol Wikipédia-szócikk fordításán alapul.  Az eredeti cikk szerkesztőit annak laptörténete sorolja fel. Ez a jelzés csupán a megfogalmazás eredetét és a szerzői jogokat jelzi, nem szolgál a cikkben szereplő információk forrásmegjelöléseként.